# 덴도촌
덴도촌(田頭村)은 1955년까지 이와테현 이와테군의 북서부에 위치했던 촌이다. 현재의 하치만타이시에 해당한다.

## 연혁
- 1889년 4월 1일 - 정촌제 시행으로 기타이와테군 덴도촌(田頭村)이 성립하였다.
- 1896년 3월 29일 - 기타이와테군과 미나미이와테군이 합병하여 이와테군이 부활해. 이와테군 덴도촌이 되었다.
- 1956년 9월 30일 - 오부케촌·다이라다테촌·데라다촌과 합병해, 니시네촌이 되었다.

## 교통

### 철도
- 일본국유철도 하나와선

## 참고서적
- 『이와테현 정촌 합병지』(이와테현 총무부 지방과, 1957년)